# Sinaida Rosenthal
Sinaida Rosenthal (* 22. Februar 1932 in Berlin; † 21. November 1988 ebenda) war eine deutsche Biochemikerin und Molekularbiologin. Sie wirkte von 1969 bis 1972 als Professorin an der Humboldt-Universität zu Berlin sowie anschließend bis zu ihrem Tod als Bereichsleiterin am Zentralinstitut für Molekularbiologie der Akademie der Wissenschaften der DDR.

## Leben
Sinaida Rosenthal geb. Gejelka wurde 1932 in Berlin geboren und studierte von 1950 bis 1955 Medizin an der dortigen Humboldt-Universität, an der sie 1960 auch promovierte und 1969 unter Betreuung von Samuel Mitja Rapoport habilitiert wurde. Im gleichen Jahr folgte die Ernennung zur Professorin für Physiologie und Biologie an der Humboldt-Universität. 1972 wechselte sie an das Zentralinstitut für Molekularbiologie der Akademie der Wissenschaften der DDR in Berlin-Buch, an dem sie bis zu ihrem Tod als Bereichsleiterin für Genetik wirkte. Sie starb 1988 in ihrer Heimatstadt infolge einer Krebserkrankung.
Schwerpunkte der Forschung von Sinaida Rosenthal waren molekularbiologische und genetische Aspekte der Physiologie sowie die Anwendung der Gentechnik. 1972 wurde sie als korrespondierendes und 1974 als ordentliches Mitglied in die Akademie der Wissenschaften der DDR aufgenommen. Ab 1983 gehörte sie darüber hinaus als korrespondierendes Mitglied der Akademie der Landwirtschaftswissenschaften der DDR an. Sie war mit Hans-Alfred Rosenthal verheiratet, der bis 1989 als Direktor des Instituts für Virologie an der Humboldt-Universität fungierte. Einer ihrer beiden Söhne ist der Genomforscher André Rosenthal.